# تم أسود
التم الأسود طير مائي يعيش في غرب أستراليا، ينتمي إلى عوائل البط، الوز، يزن الطير البالغ 9 كيلو غرام والأوز الأسود من الطيور التي لا تهاجر، يقضي حياته في بيئته التي تواجد فيها. والتم الأسود يعود اسمها إلى لون ريشه.

## التصنيف

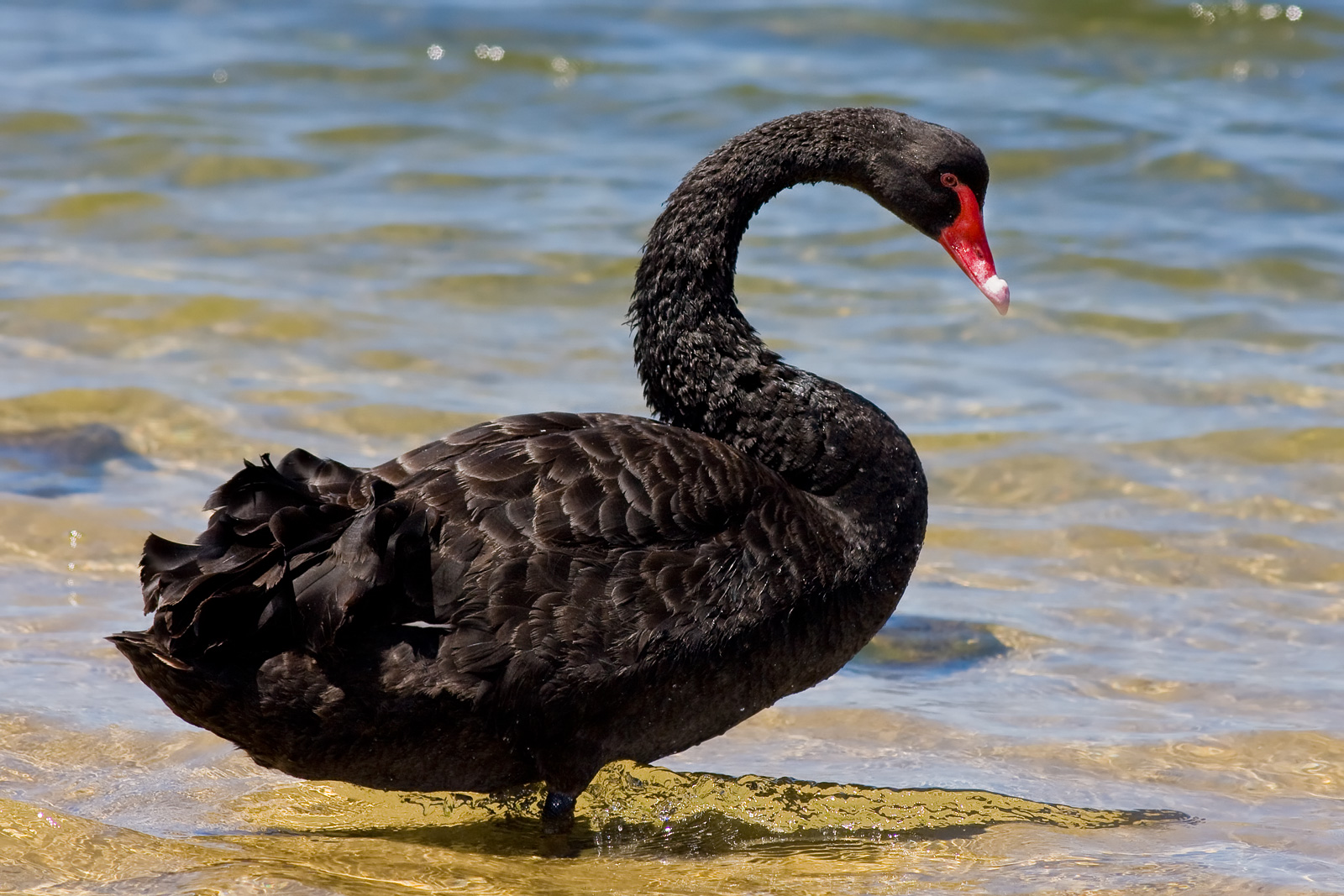
أوزة سوداء في النهر انظروا إلى الرقبة تشكل حرف (S)

- شوهد الأوز الأسود لأول مرة من قبل الأوروبيين عام 1697، عند استكشاف بعثة لنهر سوان في أستراليا الغربية.

الأوزة سوداء وصفت باسمها علميا باللغة الإنجليزية في عام 1790. وكان سابقا وضعت في جنس monotypic، Chenopis.
الاسم الشائع 'سوان' هو مصطلح الحياد بين الجنسين، ولكن 'كوز' بالنسبة للذكور و'القلم' لامرأة تستخدم أيضا، كما هو 'سيغنيت' للشباب. لأسماء الجماعية تشمل 'بنك' (على أرض الواقع) و'إسفين' (في الرحلة). الأوز الأسود يمكن العثور عليها منفردة، أو في المجموعات التي وصل عددها إلى مئات الآلاف.

## الوصف

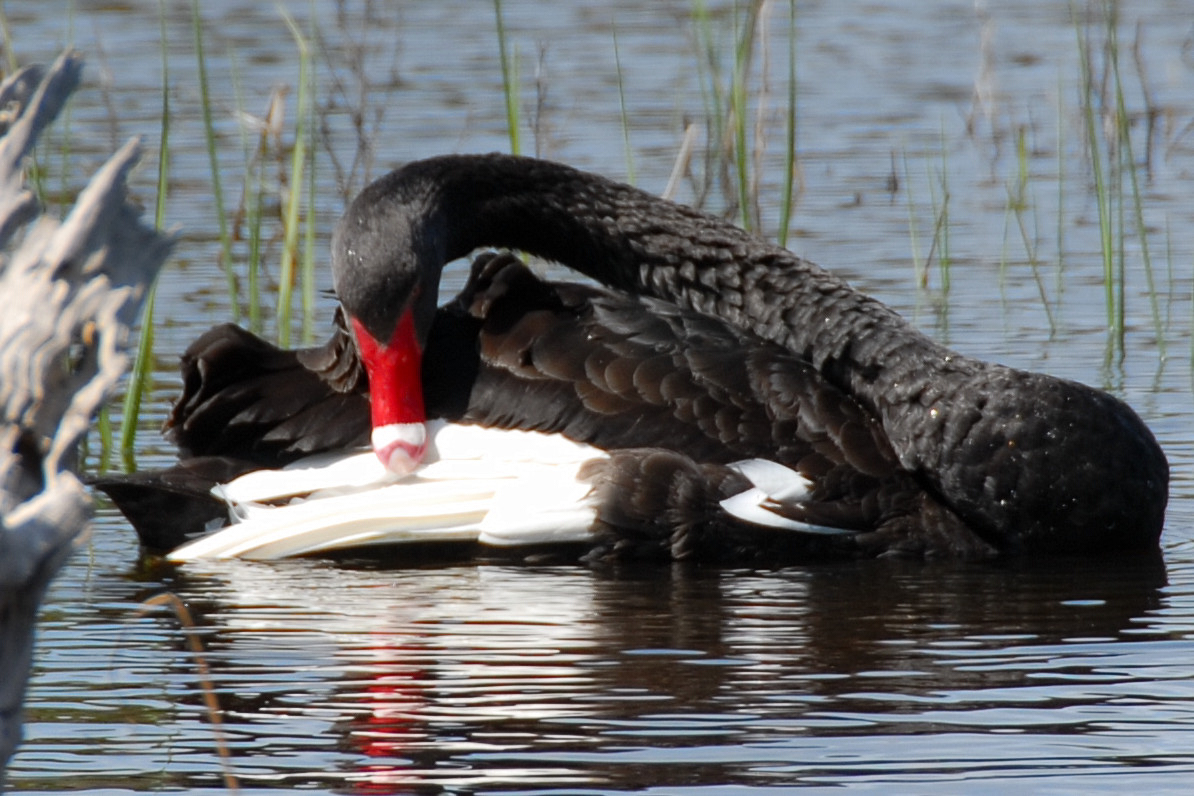
أوزة سوداء تفرت على جناحها

التم الأسود في المقام الأول طائر أسود الريش، وفي الريش توجد حلة بيضاء. المنقار لونه أحمر زاهي، مع شريط شاحب وغميض؛ والساقان والقدمان ذات لون أسود. الذكور أكبر قليلاً من الإناث وأطول وأكثر استقامة. الطيور الصغيرة غير الناضجة تكون رمادي مائلة إلى البني الشاحب.
يتراوح طول البجعة ما بين 110 و142سم ويزن ما بين 7 إلى 9.3 كلغ، المدى بين جناحيها يتراوح من 1.6 متراً إلى مترين ورقبته هي الأطول بين أنواع الإوز كلها، وتكون منحنية على شكل (S).
صوت الإوزة السوداء يشبه صوت بوق موسيقي بعيد المدى، خصوصاً عندما تقاتل وتكون مضطربة.
الإوزة السوداء لا تشبه أي طير من طيور أستراليا الأخرى لكن الناس تخلط بينها وبين العقعاق.

## التوزيع

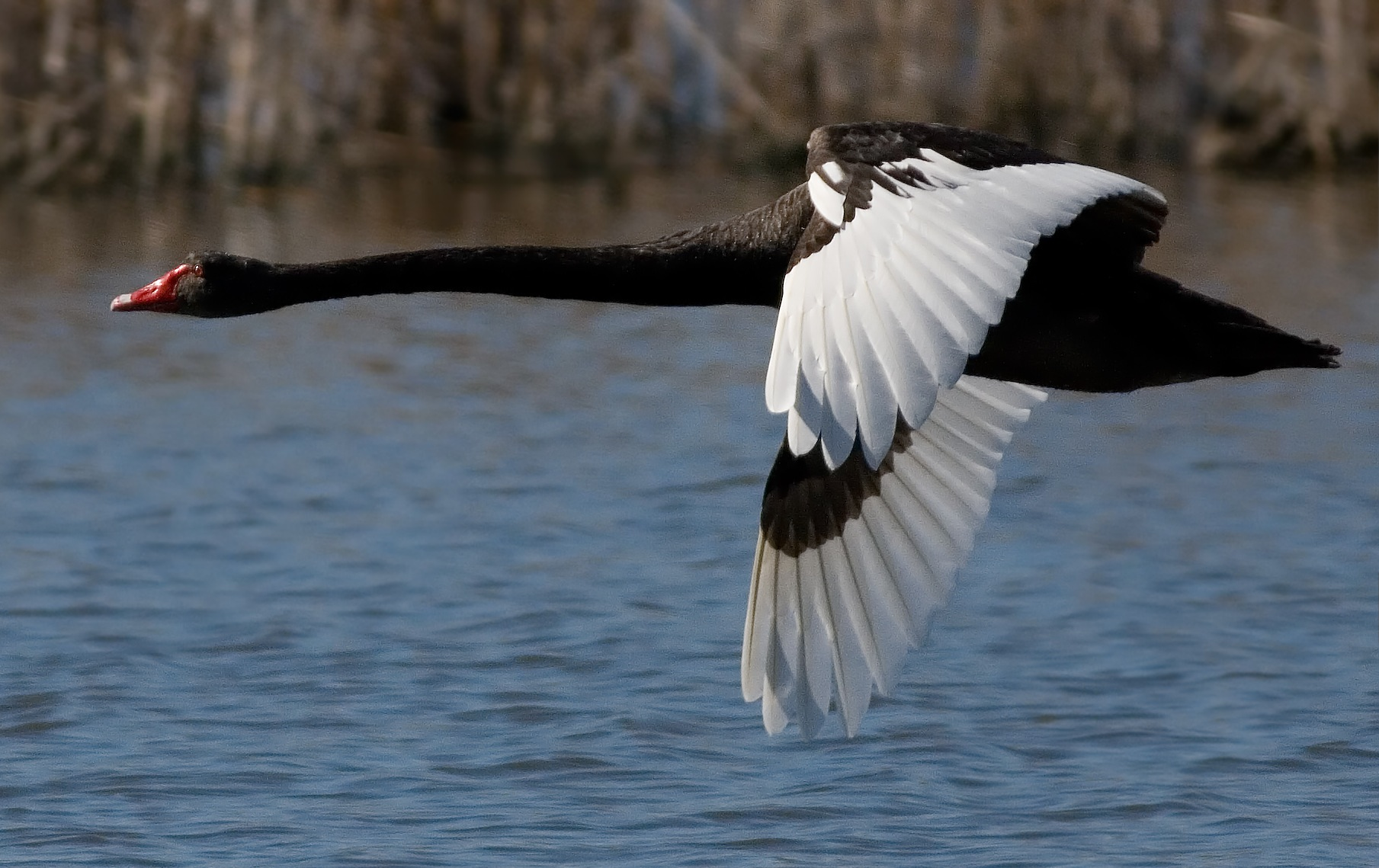
أوزة سوداء تطير

- تبين الإحصائيات ان الأوز يمركز ما بين مليون و10 ملايين كلم ونظرا لوجودها في أستراليا فقد تكاثرت بكثرة ولا حديث عن انقراضها.

وتشير التقديرات ان يصل عددها إلى 500.000 فرد على نطاق واسع.
- ومسكن الأوزالأسود يمتد عبر الأنهار العذبة، والبحيرات المالحة والمستنقعات مع وجود الغطاء النباتي للتغذية ومواد التعشيش. الأراضي الرطبة هي المفضلة، الأوزات السوداء يمكن العثور عليها أيضا في المراعي التي غمرتها المياه والسهول الطينية، وأحيانا في عرض البحر قرب جزر أو الشاطئ.
- كان يعتقد أن الأوز مقيمة لكنها من صنف المهاجر ولكنها تتميز بانتهازية الفرصة فلا تهاجر إلا عند سقوط الأمطار الشتوية أو الجفاف تحدث هجرة من الجنوب الغربي إلى الشرقي.

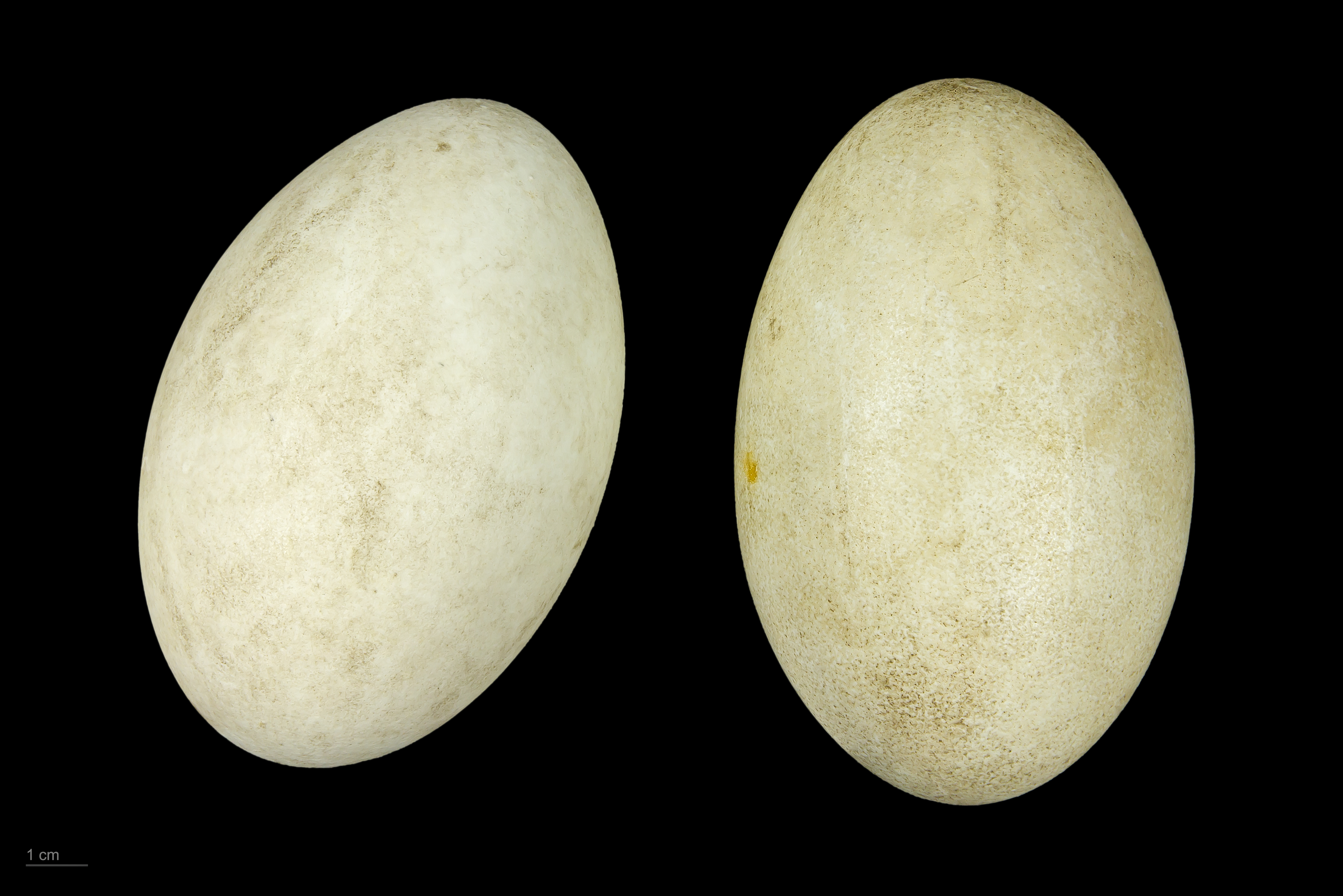
Cygnus atratus

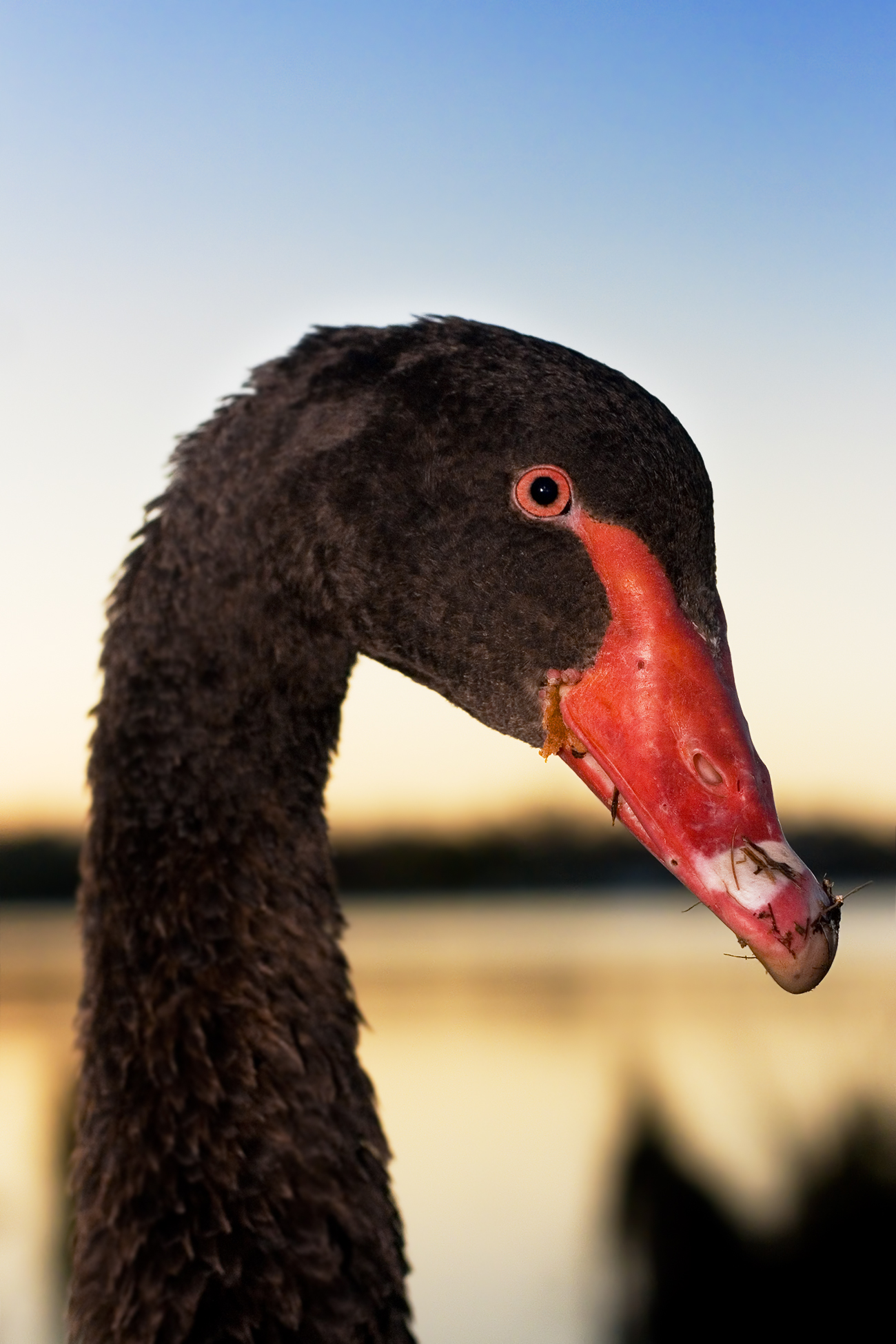
وجه الأوزة

## التعشيش

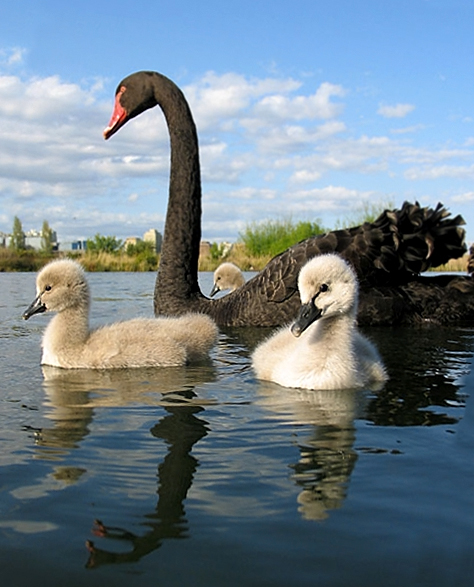

- عش طيور الأوز الأسود يكون في أشهر الشتاء (شباط / فبراير إلى سبتمبر). ويحتوي على 4 إلى 8 بيضات خضراء بيضاء تحضن لمدة 35-40 يوما، بعد الفقس تبقى مع الوالدين لحوالي 6 أشهر حتى تكبر، ويمكن أن تركب على آبائهم حتى تتعود لفترة أطول على رحلات إلى المياه العميقة.

## اقرأ أيضا
- تطور الطيور